# 姚宗衡
姚宗衡（？—1646年），字幼輿，號霞漵，廣信府歙縣人，明朝、南明政治人物。

## 生平
崇禎六年（1633年）姚宗衡舉癸酉科應天府鄉試，署任平原教諭協助縣令抵禦流寇。崇禎十三年（1637年）成進士，因召對稱旨而和孫一脈、趙玉森、劉瑄、嚴似祖共同得授翰林院檢討。
南京失陷後，姚宗衡跟隨金聲起兵，兵敗後前往福京，和周廷鑨、王文企、徐開禧、郭之祥、嚴似祖、何九雲、張之奇、孟應春一同接受隆武帝召用，遷任編修、詹事府左中允，很快去世。

## 引用
1. ↑  《崇禎十三年庚辰科進士三代履歷》：姚宗衡，曾祖琼；祖溟；父檀。霞溆，书三房，壬寅年十一月十五日生，歙县人，癸酉二十二名，会试八十八名，二甲二十七名。钦授翰林院检讨。
2. 1 2  民國《歙縣志·卷六·人物志》：姚宗衡，號霞漵，由舉人署平原教諭。流寇突至，宗衡與令嬰城固守，著有勞績。庚辰成進士，召對稱旨，特授翰林院檢討。
3. 1 2  錢海岳《南明史·卷四十四·列傳第二十》：宗衡，字幼輿，歙縣人。崇禎十三年進士。授簡討。
4. ↑  民國《歙縣志·卷四·選舉志》：（崇禎）六年癸酉鄉試 姚宗衡 庚辰進士，見宦蹟。
5. ↑  《日下舊聞考·卷三十五·宮室·明三》：崇禎十三年三月，……臚傳後特授二甲進士孫一脈、姚宗衡、趙玉森、劉瑄、嚴似祖為翰林院檢討……
6. ↑  《崇禎實錄·卷十三》：（崇禎十三年三月）辛亥，進士姚宗衡等四人授檢討、黃雲師等五人授給事中、馮垣登等五人授監察御史、顏渾等二人授吏部主事、張朝延等七人授兵部主事——皆召對稱旨，特授是官；前此未有也。
7. ↑  錢海岳《南明史·卷四十四·列傳第二十》：紹宗即位，（周廷鑨）與王文企、徐開禧、郭之祥、姚宗衡、嚴似祖、何九雲、張之奇、孟應春同召。……南京亡，從金聲起兵。兵敗，謁福京，遷編修、左中允，卒。